# Ресен
Ре́сен (мак. Ресен, тур. Resne) — місто в південно-західній частині Північної Македонії, центр однойменної общини.

## Історія
З бунту майора Ахмеда Ніязі-бея в Ресені 6 липня 1908 року почалась Младотурецька революція в Османській імперії.

## Населення
За даними перепису 2002 року в Ресені проживало 8748 жителів.
| Національність | Разом          |
| Македонці      | 7011 — 80,14 % |
| Албанці        | 205 — 2,34 %   |
| Турки          | 1119 — 12,79 % |
| Цигани         | 169            |
| Волохи         | 18             |
| Серби          | 58             |
| Решта          | 178            |

## Відомі уродженці
- Андрій Ляпчев (1866–1933), прем'єр-міністр Болгарії;
- Ахмед Ніязі-бей (1873–1913), османський офіцер, лідер повстання младотурків;
- Любен Димитров, болгарський революціонер, член Македонської патріотичної організації;
- Пімен (Сотір Ілієвський) (1971 —), європейський митрополит МПЦ;
- Симеон Радев (1879–1967), болгарський письменник і дипломат;